# Акусма (лингвистика)
Аку́сма (др.-греч. ἄκουσμα — «услышанное») — с точки зрения ряда лингвистов: слуховое представление, участвующее в образовании комплексного образа звука. Так, акусмой является в русском языке представление «носового характера» звуков [н], [м].
Термин «акусма» введён И. А. Бодуэном де Куртенэ, который писал:
…С точки зрения слухового восприятия мы разлагаем их [фонемы] на слуховые элементы или акусмы.
.
Акусма может также определяться как представление звука в качестве воспринятого на слух.